# Xanthorhoe stinata
Xanthorhoe stinata là một loài bướm đêm trong họ Geometridae.